# Manorville (Pensilvania)
Manorville es un borough ubicado en el condado de Armstrong en el estado estadounidense de Pensilvania. En el año 2000 tenía una población de 401 habitantes y una densidad poblacional de 1,548.3 personas por km².

## Geografía
Manorville se encuentra ubicado en las coordenadas 40°47′11″N 79°33′52″O / 40.78639, -79.56444.

## Demografía
Según la Oficina del Censo en 2000 los ingresos medios por hogar en la localidad eran de $34,500 y los ingresos medios por familia eran $36,250. Los hombres tenían unos ingresos medios de $27,109 frente a los $20,909 para las mujeres. La renta per cápita para la localidad era de $16,407. Alrededor del 17.5% de la población estaba por debajo del umbral de pobreza.